# Syntrips maculatus
Syntrips maculatus là một loài tò vò trong họ Ichneumonidae.